# Patrice Lecornu
Pour les articles homonymes, voir Lecornu.
Patrice Lecornu, né le 24 mars 1958 à Flers (Orne) et mort le 2 octobre 2023 à Cormeilles-en-Parisis,, est un footballeur puis entraîneur français. Il joue au poste d'ailier droit de la fin des années 1970 au milieu des années 1980. 
Il compte 3 sélections en équipe de France de 1979 à 1981. 
Il doit mettre fin à sa carrière à cause de problèmes récurrents au genou à l'âge de 27 ans et se tourne ensuite vers une carrière d'entraîneur essentiellement au Red Star.

## Biographie

### Joueur
Patrice Lecornu commence le football au Racing Club de Halouze dans la cité minière de Saint-Clair-de-Halouze, d'où il est originaire. Ailier rapide, dribbleur et bon centreur, il rejoint en 1975 l'ASPTT Caen en division 3 et travaille en même temps comme postier. Le club termine dernier du groupe Ouest de division 3 mais ses qualités techniques sont reconnues et il devient international junior.
Après avoir hésité à devenir footballeur professionnel, il signe un contrat de stagiaire au Red Star, club de division 2 entraîné par Roger Lemerre. En fin de saison 1977, il est sélectionné en équipe de France juniors pour disputer la coupe du monde des moins de 20 ans en Tunisie, la France est éliminée au premier tour. Au bout de deux saisons, le Red Star en proie à de graves problèmes financiers doit abandonner le professionnalisme et se retrouve relégué en division d'honneur. Patrice Lecornu quitte alors le club audanien et rejoint le SCO Angers qui vient d'être promu en division 1.
Patrice Lecornu devient un joueur majeur des Angevins avec Marc Berdoll et se retrouve sélectionné en équipe de France espoirs puis, le 10 octobre 1979, en équipe de France A face aux États-Unis. Il entre en remplacement de Roland Wagner à la mi-temps d'un match que la France remporte facilement sur le score de trois à zéro. Il connaît ensuite deux autres sélections avec les « Bleus » le 
27 février 1980 contre la Grèce, victoire cinq à un, et le 15 mai 1981 contre le Brésil, défaite trois à un. En dehors de ces sélections A, il est également appelé en Équipe de France A' à trois reprises.
Le SCO Angers est relégué lors de la saison 1980-1981 et Patrice Lecornu rejoint alors le FC Nantes qui vient de terminer vice-champion de France. Sa saison est perturbée par une entorse du genou puis par une opération de la rotule en février qui met fin à sa saison. Revenu à l'entraînement en mai, il est victime en juin d'un accident de voiture où il est blessé gravement. Il ne commence à recourir que six mois plus tard mais ne rejoue pas de la saison n'ayant pas récupéré complètement.
Après deux saisons blanches avec les Nantais, il retourne au Red Star, de retour en division 2, en 1984 mais une nouvelle  blessure au genou lors d'un Red Star-Stade rennais l'oblige à mettre fin à sa carrière à seulement 27 ans.

### Entraîneur
Patrice Lecornu prend alors place dans l'encadrement du Red Star comme entraîneur de l'équipe réserve puis comme adjoint de Philippe Troussier de 1987 à 1989. Lors de la saison 1989-1990, il succède, pendant 13 matchs, à Bernard Maligorne comme entraîneur de l'équipe première puis laisse sa place à Henri Depireux. Il devient en 1992 directeur du centre de formation du Red Star et occupe ce poste jusqu'en 2000. À ce poste, il forme de nombreux joueurs qui deviendront internationaux comme Steve Marlet, Khalilou Fadiga ou Abdoulaye Meïté. Lecornu est également responsable de l'équipe réserve et remporte en 1994 le championnat de Paris de division d'honneur. En 1996, Il est avec la réserve finaliste de National 3. Les Audoniens s'inclinent quatre à deux face au Aurillac FCA.
En 2000, il rejoint le Paris Saint-Germain comme directeur du centre de formation. En février 2005, il devient également entraîneur de l'équipe de CFA à la suite de la promotion de Laurent Fournier à la tête de l'équipe première. En fin de saison, il permet à l'équipe réserve de se maintenir en CFA mais est cependant licencié à la suite d'une réorganisation sportive du club parisien.
Patrice Lecornu retrouve des fonctions en 2007 comme responsable technique du Paris FC pendant une saison puis en 2008, il s'occupe des moins de 13 ans du FC Saint-Leu.
Il fait son retour au Red Star le 25 juin 2009 comme directeur technique, poste qu'il occupe jusqu'en juin 2011.

### Vie personnelle
Patrice Lecornu est né le 24 mars 1958 à Flers (France).
Il est marié et a 3 enfants.
Il décède le lundi 2 octobre 2023  à Cormeilles-en-Parisis (France), après un combat de plusieurs années contre la Maladie d'Alzheimer.

## Palmarès

### Joueur
- 3 sélections en équipe de France de 1979 à 1981.

### Entraîneur
- Finaliste de National 3 en 1996 avec le Red Star (réserve).

## Statistiques

### Générales
Le tableau ci-dessous résume les statistiques en match officiel de Patrice Lecornu durant sa carrière de joueur professionnel. 
| Saison      | Club       | Pays   | Championnat | Championnat | Championnat | Coupes nationales | Coupes nationales | Coupe d'Europe | Coupe d'Europe | Coupe d'Europe | Sélection | Sélection |
| Saison      | Club       | Pays   | Division    | Matchs      | Buts        | Matchs            | Buts              | Type           | Matchs         | Buts           | Matchs    | Buts      |
| ----------- | ---------- | ------ | ----------- | ----------- | ----------- | ----------------- | ----------------- | -------------- | -------------- | -------------- | --------- | --------- |
| 1976 - 1977 | Red Star   | France | Division 2  | 26          | 5           | 1                 | 0                 | -              | -              | -              | -         | -         |
| 1977 - 1978 | Red Star   | France | Division 2  | 32          | 10          | 3                 | 0                 | -              | -              | -              | -         | -         |
| 1978 - 1979 | SCO Angers | France | Division 1  | 29          | 3           | 5                 | 0                 | -              | -              | -              | -         | -         |
| 1979 - 1980 | SCO Angers | France | Division 1  | 35          | 6           | 1                 | 0                 | -              | -              | -              | 2         | 0         |
| 1980 - 1981 | SCO Angers | France | Division 1  | 33          | 3           | 3                 | 0                 | -              | -              | -              | 1         | 0         |
| 1981 - 1982 | FC Nantes  | France | Division 1  | 18          | 1           | -                 | -                 | C3             | 2              | 0              | -         | -         |
| 1982 - 1983 | FC Nantes  | France | Division 1  | -           | -           | -                 | -                 | -              | -              | -              | -         | -         |
| 1983 - 1984 | FC Nantes  | France | Division 1  | -           | -           | 1                 | 0                 | -              | -              | -              | -         | -         |
| 1984 - 1985 | Red Star   | France | Division 2  | 16          | 2           | 1                 | 0                 | -              | -              | -              | -         | -         |
| Total       | Total      | Total  | Total       | 190         | 30          | 14                | 0                 | -              | 2              | 0              | 3         | 0         |

### Matchs internationaux
| # | Date            | Lieu                            | Adversaire | Résultat | Compétition  | Notes                                                      |
| - | --------------- | ------------------------------- | ---------- | -------- | ------------ | ---------------------------------------------------------- |
| 1 | 10 octobre 1979 | Parc des Princes, Paris, France | États-Unis | V 3 - 0  | Match amical | Entre en jeu à la place de Roland Wagner à la 46e minute.  |
| 2 | 27 février 1980 | Parc des Princes, Paris, France | Grèce      | V 5 - 1  | Match amical | Titulaire, remplacé par Olivier Rouyer à la 56e minute.    |
| 3 | 15 mai 1981     | Parc des Princes, Paris, France | Brésil     | D 1 - 3  | Match amical | Entre en jeu à la place de Olivier Rouyer à la 78e minute. |